# Saint-Quentin-des-Prés
Saint-Quentin-des-Prés és un municipi francès (municipi), situat al cantó de Songeons, al districte de Beauvais. Està al departament de l'Oise, a la Regió dels Alts de França.

## Geografia
El municipi té 10,8 km² i està entre 92 i 206 metres per damunt del nivell del mar. La seva situació geogràfica és 49° 31′ 16″ Nord, 1° 45′ 18″ Est. Forma part de la Comunitat de municipies de la Picardia Verda. El 1999 tenia 262 habitants.
El municipi té cinc aldees: Mothois, Hyancourt, Beaulévrier bas, Beaulévrier haut i Équennes.
Està situat al vall de l'Epté, a 3 km de Gournay-en-Bray, pel que es beneficia del seu dinamisme.

## Història
El municipi es formà el 1826 per la unió de Saint-Quentin i Mothois.
Beaulevrier, avui en dia, simple cap municipal, fou una senyoria que al S. VII esdevingué marquesat, del qual formava part l'actual Saint-Quentin.
Passà a formar part del Comtat de Gournay-en-Bray.

## Demografia
1962 - 230 habitants
1975 - 171 habitants
1990 - 244 habitants
1999 - 262 habitants

## Patrimoni i turisme
- Capella de Mothois. En procés de restauració. Conté una Verge amb Infant del S. XII.
- Església de Santa Clotilda, del S. XVII.
- Ajuntament. Situat a l'antic presbiteri del S. XVIII.
- Safareig.